# Сульфаниламид
Сульфанилами́д (лат. sulfanilamidum) — антибактериальный препарат из группы сульфаниламидов, также известный как стрептоци́д. Белый или почти белый мелкокристаллический порошок слабогорького вкуса, с характерным чуть сладковатым послевкусием.
Мало растворим в холодной воде, легко растворим в кипящей воде, разведённой соляной кислоте, растворах едких щелочей и ацетоне, трудно растворим в спирте, практически не растворим в эфире и хлороформе; молярный вес (масса) 172,21; t° пл. 164—167°.

## История
Антибактериальный эффект вещества был открыт немецким учёным Герхардом Домагком при продолжении исследования Джозефа Клярера и Фритца Мицша, которое, в свою очередь, было основано на работах Пауля Эрлиха об использовании красителей (основного продукта компании IG Farben) в качестве антибиотиков.
Сульфаниламид был впервые получен в 1908 году при попытках синтезировать хороший краситель для текстильных материалов, родственный известному красителю анилину. Через двадцать лет на его основе синтезирован азокраситель пронтозил, у которого и была открыта сильная активность против стрептококков. Однако впоследствии выяснилось, что он разлагается в организме с образованием сульфаниламида, и именно сульфаниламид обладает противомикробным действием. Пронтозил назвали красным стрептоцидом, а сульфаниламид — белым стрептоцидом. Широкое применение в медицине получил именно белый стрептоцид.

## Фармакологическое действие
Сульфаниламид (стрептоцид) — один из первых представителей химиотерапевтических средств группы сульфаниламидов. Обладает широким спектром противомикробного действия. Активен в отношении патогенных кокков, кишечной палочки, шигелл, холерного вибриона, клостридий, возбудителей сибирской язвы, дифтерии, катаральной пневмонии, чумы, а также хламидий, актиномицетов, возбудителей токсоплазмоза. Действует бактериостатически. Механизм действия связан с конкурентным антагонизмом с пара-аминобензойной кислотой и конкурентным угнетением фермента дигидроптероатсинтетазы. Это приводит к нарушению синтеза дигидрофолиевой, а затем тетрагидрофолиевой кислоты и в результате — к нарушению синтеза нуклеиновых кислот.

## Показания
Инфекционно-воспалительные заболевания, вызванные чувствительными к препарату микроорганизмами, в том числе: ангины, бронхит, рожистые воспаления, циститы, пиелиты, энтероколиты, инфекционные заболевания кожи и слизистых оболочек.

## Показания к применению препарата «Стрептоцид»
Инфекции кожи, дыхательных путей, ЛОР-органов, мочевыводящих путей, раневые инфекции (профилактика и лечение). С 2008 года в форме таблеток на территории РФ не выпускается и не продаётся (выпуск ведётся в качестве порошков наружного применения и мазей-Линимент).

## Противопоказания
Тяжёлая почечная недостаточность, заболевания крови, дефицит глюкозо-6-фосфатдегидрогеназы, нефрозы, нефриты, острая порфирия, базедова болезнь, I и II триместры беременности, лактация, повышенная чувствительность к сульфаниламидам.

## Побочное действие
Тошнота, рвота, диарея, кожные аллергические реакции. Редко — нефротоксические реакции (наиболее вероятны у пациентов с нарушениями функции почек); эозинофилия, тромбоцитопения, лейкопения, гипопротромбинемия, агранулоцитоз. В единичных случаях — нарушение зрения, головная боль, головокружение, периферические невриты, гипотиреоидизм, атаксия, ангионевротический отёк.

## Режим дозирования
Местно, наружно, наносят непосредственно на поражённую поверхность (в виде порошка для наружного применения) или намазывают (в виде 10 % мази или 5 % линимента) на марлевую салфетку; перевязки производят через 1–2 дня.
При глубоких ранениях вносят в полость раны 5–15 граммов порошка для наружного применения.

## Особые указания
При длительном лечении рекомендуется систематический контроль картины крови, функции почек и печени. Препарат следует назначать с осторожностью при нарушении функции почек. В период лечения необходимо увеличить объём потребляемой жидкости. При появлении реакций повышенной чувствительности препарат следует отменить.

## В искусстве
Историю открытия стрептоцида представил в рассказе «Нобелевская премия» писатель Святослав Логинов.
В аниме Dr._Stone есть сюжетная ветка, завязанная на изготовлении сульфаниламида.
Также подобная ветка есть в 11 серии аниме "Старшеклассники запросто могут выжить в ином мире!".